# زاروهي باتويان
زاروهي باتويان (بالأرمنية: Զարուհի Բաթոյան)‏ (من مواليد 29 سبتمبر 1979)، شخصية سياسية أرمنية، وصحافية وناشطة في مجال حقوق الإعاقة، ووزيرة العمل والشؤون الاجتماعية الحالي في حكومة باشينيان الثانية.

## السيرة الذاتية
وُلدت زاروهي باتويان عام 1979 في يريفان. في عام 2008، تخرجت من قسم الصحافة في جامعة ولاية يريفان. في عام 2012، حضرت البرنامج التدريبي لمعهد المرأة للقيادة والإعاقة (WILD) الذي قدمته Mobility International USA في يوجين، ولاية أوريغون.
من عام 1999 إلى عام 2014 كانت رئيسة تحرير مجلة الأطفال «عباد الشمس». منذ عام 2007، كما أنها كانت مسؤولة عن حماية حقوق الأشخاص ذوي الإعاقة في منظمة «جسر الأمل» غير الحكومية. منذ عام 2012، كانت مديرة "Zartprint" LLC ، التي تدعم توظيف الأشخاص ذوي الإعاقة. بين عامي 2013 و2017 ، نسقت اتحاد الكيانات القانونية «التحالف الوطني لحماية الأشخاص ذوي الإعاقة». وهي الرئيس المؤسس لمنظمة "Disability Info" غير الحكومية منذ عام 2014.
عملت كخبير في حقوق الأشخاص ذوي الإعاقة، مع برنامج الأمم المتحدة الإنمائي.

## الحياة السياسية
في 30 أكتوبر 2016، تم انتخابها عضوًا في مجلس حزب المجتمع المدني. في عام 2017، تم انتخابها كعضو في مجلس الحكماء في يريفان لتحالف الخروج. في 11 يونيو 2018 تم تعيينها نائبة لوزير العمل والشؤون الاجتماعية   حتى 18 يناير 2019. وفقًا لمرسوم رئيس جمهورية أرمينيا أرمين سركيسيان، تم تعيينها وزيرة العمل والشؤون الاجتماعية في 19 يناير 2019 وتولت منصبها في 30 يناير.  إنها مستخدم كرسي متحرك.

## روابط خارجية
- Batoyan على تويتر